# 小鱗烏魴
小鱗烏魴（学名：Brama orcini），又名深海三角仔、黑飛刀、黑皮刀，为鲈形目烏魴科烏魴屬下的一个种，该物种于1831年由乔治·居维叶描述及命名。